# Герлах фон Изенбург
Герлах (IV) фон Изенбург (на немски: Gerlach (IV) von Isenburg; * ок. 1130, † пр. 1167) е граф на Изенбург.

## Произход
Той е най-възрастният син на граф Герлах (III) фон Изенбург († сл. 1142/1147), фогт на Трир, и съпругата му Юта фон Аре (* ок. 1181).

## Фамилия
Първи брак: с дъщеря от фамилията Коферн и има децата:
- Фридрих фон Изенбург († сл. 1209), каноник в Св. Симеон (1173 – 1209), домхер в Трир (1185)
- Еберхард фон Изенбург (* ок. 1202; † сл. 1221)
- Конрад фон Изенбург

Втори брак: с дъщеря от фамилията Лайнинген и има децата:
- Хайнрих I фон Изенбург-Клееберг (* ок. 1160; † ок. 1227), граф в Клееберг, женен за Ирмгард фон Мьорле или за Ирмгард фон Будинген († сл. 1220), дъщеря на Хартман фон Будинген († сл. 1195)
- Герлах I фон Изенбург-Коберн (* ок. 1149; † сл. 1209), господар на Коберн, женен за фон Коберн